# Graphiocephala barbitias
Graphiocephala barbitias là một loài bướm đêm thuộc họ Gracillariidae. Nó được tìm thấy ở Nam Phi và Namibia.
Ấu trùng ăn Euclea lanceolata. Chúng có thể ăn lá nơi chúng làm tổ.